# Gardul
Gardul este un film românesc de animație din 1970 scris și regizat de cineastul Gelu Mureșan. Filmul a participat la Festivalul Internațional al Filmului de Animație - Mamaia 1970 - unde a făcut o impresie foarte bună iar în anul 1972 același film a fost premiat la Festivalul Internațional al Filmului de la Viena.

## Prezentare
Un personaj construiește, bucată cu bucată un gard, adunându-și piesele componente prin sacrificarea ființelor înconjurătoare care conțin, toate, câte o „particulă” din gard. Pentru ca în final personajul să intre el însuși în componența unui alt gard.